# Kanton Elbeuf
Kanton Elbeuf (fr. Canton d'Elbeuf) je francouzský kanton v departementu Seine-Maritime v regionu Horní Normandie. Skládá se ze čtyř obcí.

## Obce kantonu
- Elbeuf
- La Londe
- Orival
- Saint-Aubin-lès-Elbeuf